# ایتو جینسای
ایتو جینسای (به ژاپنی: 伊藤 仁斎, Itō Jinsai); ۳۰ اوت ۱۶۲۷ – ۵ آوریل ۱۷۰۵) فیلسوف کنفسیوس‌گرایی در دوره ادو اهل ژاپن بود. وی از علمای آیین کنفوسیوس و از بنیانگذاران روش‌شناسی تجربی برای پژوهش در حوزه هنر و ادبیات چین باستان بود.